# Майсурадзе, Арчил Михайлович
Арчил Михайлович Майсурадзе (1896 год, Сигнахский уезд, Тифлисская губерния, Российская империя — неизвестно, Гурджаанский район, Грузинская ССР) — звеньевой колхоза имени Орджоникидзе Гурджаанского района, Грузинская ССР. Герой Социалистического Труда (1949).
Родился в 1896 году в крестьянской семье в одном из сельских населённых пунктов Сигнахского уезда. С раннего возраста трудился в сельском хозяйстве. В послевоенное время — звеньевой виноградарей в колхозе имени Орджоникидзе Гурджаанского района.
В 1948 году звено под его руководством собрало в среднем с каждого гектара по 102 центнера винограда на участке площадью 3 гектара. Указом Президиума Верховного Совета СССР от 9 августа 1949 года удостоен звания Героя Социалистического Труда за «получение высоких урожаев винограда в 1948 году» с вручением ордена Ленина и золотой медали «Серп и Молот» (№ 4349).
После выхода на пенсию проживал в Гурджаанском районе. Дата смерти не установлена.